# 1407 w literaturze
Wydarzenia literackie w 1407 roku.

## Zmarli
- Pero López de Ayala, hiszpański pisarz
- Bartłomiej z Jasła, polski filozof i poeta